# Poole (Estonia)
Poole – wieś w Estonii, w prowincji Tartu, w gminie Konguta.